# Emil Lyng
Emil Lyng (Kolding, 3 agosto 1989) è un ex calciatore danese, di ruolo attaccante.

## Palmarès

### Club

#### Competizioni nazionali
- Coppa di Danimarca: 1

Esbjerg: 2012-2013